# 베를린 란츠베르거 알레역
베를린 란츠베르거 알레역(Bahnhof Berlin Landsberger Allee)은 베를린 팡코구 프렌츨라우어 베르크에 있는 철도역이다. 베를린 S반과 란츠베르거 알레가 만나는 점에 역이 설치되어 있다. 역 근처에는 베를린 벨로드롬(Velodrom)과 오이로파슈포르트파르크(Europasportpark) 수영장이 있다. 베를린 노면전차와의 환승 거점 중 하나이다.

## 역사
1895년 5월 1일 순환선 철도역이 개업했다. 승강장 1면 외에도 벽돌 파사드가 있는 대합실이 설치되었다. 1899년 10월 21일 베를린-호엔쇤하우젠 노면전차가 개통된 후에는 노면전차와의 환승이 가능해졌다. 프로이센 국영철도에서는 노면전차가 순환선 상부를 건너는 교량에 연간 사용료를 징수할 권리가 있었다. 대합실 건물은 제2차 세계 대전으로 파괴되었고, 수리를 거쳐서 다시 사용되었다. 1950년에는 역이 위치한 도로와 함께 레닌알레(Leninallee)역으로 개칭되었다. 이듬해에는 북쪽 출입구가 추가로 개설되었다.
대합실의 건설 상태가 악화되어 1968년에 철거되고 단순한 건물로 대체되었다. 이 건물은 1980년대 말에 철거되고 당시 레닌알레 양쪽 및 중앙부 노면전차 승강장으로 이어지는 통로가 건설되었다. 1990년대 말에 역 일대에 새로운 건물이 들어섰지만 출입구 형태는 변경되지 않았다. 1992년에 란츠베르거 알레역으로 명칭이 복구되었다. 노면전차 환승통로는 도로 양쪽으로 이어지는 통로 2곳과 중앙 교통섬으로 이어지는 통로 1곳으로 구성되어 있다.
2022년 2월 엘리베이터 가동 이전까지는 계단만 설치되어 있었다. 해당 엘리베이터는 중앙 교통섬의 노면전차 승강장과 S반 승강장을 잇는다. 엘리베이터 설치는 약 12년이 소요되었고 230만 유로의 비용이 들었다. 엘리베이터 가동 이후 2022년 말까지 보행자 터널 개보수공사로 인하여 엘리베이터가 다시 운행을 중단했다.
S반 승강장에는 1인 승무를 위한 ZAT-FM이 설치되어 있다.

## 역세권
베를린이 2000년 하계 올림픽 개최 도시로 입후보하면서 베를린 내각에서는 동독 시기에 건설된 베르너젤렌빈더할레(Werner-Seelenbinder-Halle)를 철거하고 벨로드롬과 수영장 건설을 진행했다. 비록 입후보에서는 빠르게 탈락했지만 해당 시설은 계획대로 건설되었다. 완공 이후 승강장에서 지하 통로를 위해서 체육 시설과 연결되었다.
교량 옆쪽의 대규모 부지를 민간 투자자가 구입하여 알도 로시가 설계한 란츠베르거 아르카덴(Landsberger Arkaden)을 건설했다. 투자자의 파산 이후 한동안 폐건물 상태로 공사가 중단되었다가, 공사를 다시 시작한 후 비엔나하우스(Vienna-House) 호텔이 들어섰다.

## 인접 정차역
베를린 노면전차 M5, M6, M8, 18번과 환승할 수 있다.
| 베를린 S반                                | 베를린 S반 | 베를린 S반                                   |
| ----------------------------------------- | ---------- | -------------------------------------------- |
| 그라이프스발더 슈트라세 반시계방향 순환   | S41 · S42  | 슈토르코어 슈트라세 시계방향 순환            |
| 그라이프스발더 슈트라세 비르켄베르더 방면 | S8         | 슈토르코어 슈트라세 그뤼나우·빌다우 방면     |
| 그라이프스발더 슈트라세 팡코 방면         | S85        | 슈토르코어 슈트라세 쇠네바이데·그뤼나우 방면 |

## 참고 문헌
- Jürgen Meyer-Kronthaler, Wolfgang Kramer (1998). 《Berlins S-Bahnhöfe – Ein dreiviertel Jahrhundert》. Be.bra. ISBN 3-930863-25-1.
- Berliner S-Bahn-Museum, 편집. (2002). 《Strecke ohne Ende. Die Berliner Ringbahn》 6.판. Berlin: GVE. ISBN 3-89218-074-1.